# Milwaukie
Milwaukie es una ciudad ubicada en los condados de Clackamas y Multnomah en el estado estadounidense de Oregón. En el año 2015 tenía una población estimada de 20 830 habitantes y una densidad poblacional de 1666,4 personas por km².

## Geografía
Milwaukie se encuentra ubicada en las coordenadas 45°26′46″N 122°38′21″O / 45.44611, -122.63917.

## Demografía
Según la Oficina del Censo en 2000 los ingresos medios por hogar en la localidad eran de $43,635, y los ingresos medios por familia eran $51,649. Los hombres tenían unos ingresos medios de $36,674 frente a los $29,957 para las mujeres. La renta per cápita para la localidad era de $21,342. Alrededor del 7.6% de la población estaban por debajo del umbral de pobreza.